# Friedrich Ritter von Röth
Friedrich Ritter von Röth (ur. 29 września 1893, zm. 31 grudnia 1918) – niemiecki as myśliwski z czasów I wojny światowej. Osiągnął 28 zwycięstw powietrznych, w tym 20 balonów obserwacyjnych, należał do grona Balloon Busters.

## Życiorys
Po wybuchu wojny Friedrich von Röth zgłosił się na ochotnika i został przydzielony do 8 Bawarskiego Pułku Artylerii. W jednostce bardzo szybko awansował na podoficera. Jednak został ciężko ranny i prawie rok przebywał w szpitalu. Po wyleczeniu został przydzielony do lotnictwa. W czasie nauki pilotażu ponownie został ranny w wypadku. Kolejny rok spędził ponownie w szpitalu. Na początku 1917 roku ponownie wrócił do służby i uzyskał licencję pilota. 1 kwietnia 1917 roku został przydzielony do jednostki rozpoznawczej FAA296b. 10 września został przeniesiony do szkoły pilotów myśliwskich Jastaschule I skąd po tygodniu został skierowany do jednostki bojowej Jagdstaffel 34. 23 września został przeniesiony do Jagdstaffel 23.
Pierwsze zwycięstwo potrójne odniósł 25 stycznia 1918 roku nad francuskimi balonami obserwacyjnymi. 1 kwietnia 1918 roku odniósł poczwórne zwycięstwo nad balonami – w ciągu 11 minut zestrzelił 4 balony. 24 kwietnia został mianowany dowódcą Jagdstaffel 16. Kolejne spektakularne zwycięstwo odniósł 29 maja. Wtedy w ciągu 15 minut zestrzelił pięć balonów obserwacyjnych. W sumie zestrzelił najwięcej balonów obserwacyjnych wśród lotników niemieckich.
Po zakończeniu wojny i likwidacji Luftstreitkräfte popełnił samobójstwo 31 grudnia 1918 roku.

## Odznaczenia
- Pour le Mérite – 8 września 1918
- Królewski Order Rodu Hohenzollernów
- Order Maxa-Josepha – 1919, pośmiertnie
- Krzyż Żelazny I Klasy
- Krzyż Żelazny II Klasy